# Xã Lathrop, Quận Clinton, Missouri
Xã Lathrop (tiếng Anh: Lathrop Township) là một xã thuộc quận Clinton, tiểu bang Missouri, Hoa Kỳ. Năm 2010, dân số của xã này là 3.154 người.